# Stazione meteorologica di Scala di Moncenisio
La stazione meteorologica di Scala di Moncenisio è la stazione meteorologica di riferimento relativa all'omonima località del comune di Moncenisio.
È controllata direttamente dalla Società Meteorologica Italiana.

## Coordinate geografiche
La stazione meteo si trova nell'Italia nord-occidentale, in Piemonte, in provincia di Torino, nel comune di Moncenisio, a 1.726 metri s.l.m. e alle coordinate geografiche 45°13′N 6°57′E.

## Dati climatologici
In base alla media trentennale di riferimento 1961-1990, la temperatura media del mese più freddo, gennaio, si attesta a -4,8 °C; quella del mese più caldo, luglio, è di +11,7 °C.
| Scala di Moncenisio | Mesi | Mesi | Mesi | Mesi | Mesi | Mesi | Mesi | Mesi | Mesi | Mesi | Mesi | Mesi | Stagioni | Stagioni | Stagioni | Stagioni | Anno |
| Scala di Moncenisio | Gen  | Feb  | Mar  | Apr  | Mag  | Giu  | Lug  | Ago  | Set  | Ott  | Nov  | Dic  | Inv      | Pri      | Est      | Aut      | Anno |
| ------------------- | ---- | ---- | ---- | ---- | ---- | ---- | ---- | ---- | ---- | ---- | ---- | ---- | -------- | -------- | -------- | -------- | ---- |
| T. max. media (°C)  | −2,0 | −0,4 | 1,9  | 4,9  | 8,0  | 12,8 | 15,2 | 14,8 | 11,4 | 6,5  | 2,2  | −1,1 | −1,2     | 4,9      | 14,3     | 6,7      | 6,2  |
| T. min. media (°C)  | −7,6 | −7,0 | −5,0 | −1,4 | 2,4  | 6,1  | 8,1  | 8,0  | 5,4  | 1,3  | −2,8 | −6,5 | −7,0     | −1,3     | 7,4      | 1,3      | 0,1  |